# Cobenturm (Bitburg)

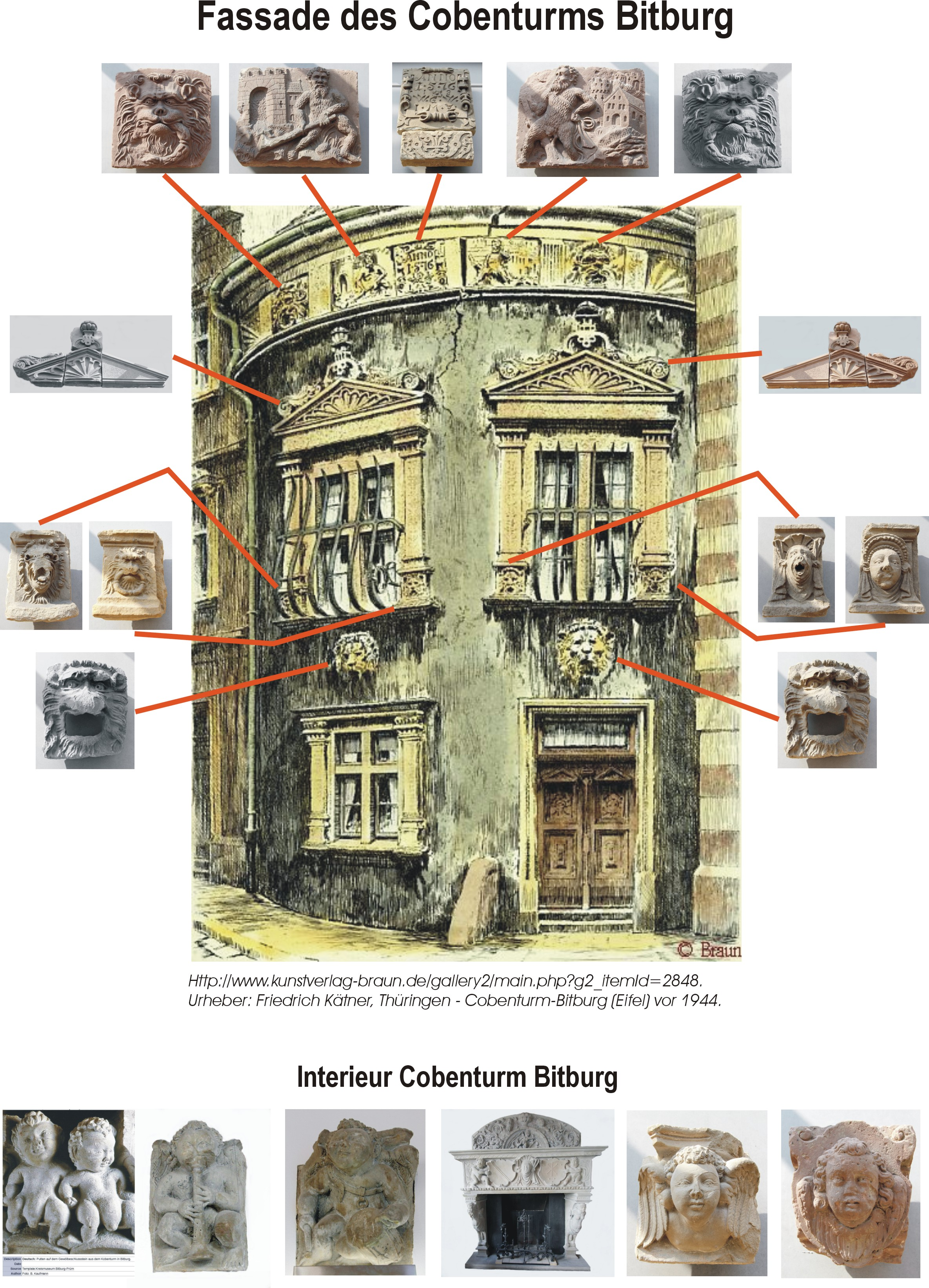
Fassade des ehem. Cobenturms

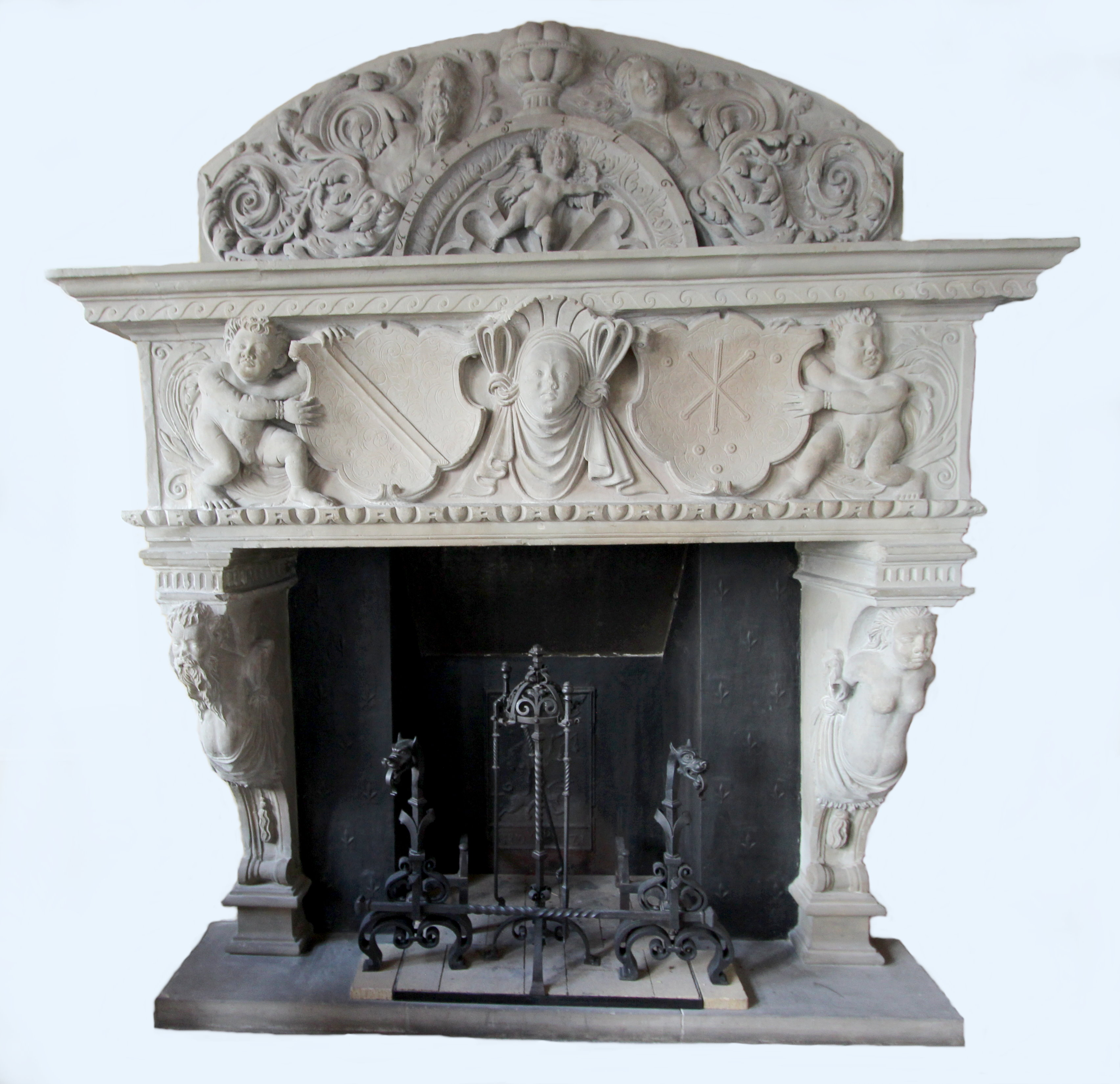
Der Kamin aus dem Cobenturm von 1576 steht heute im Rathaus Bitburg

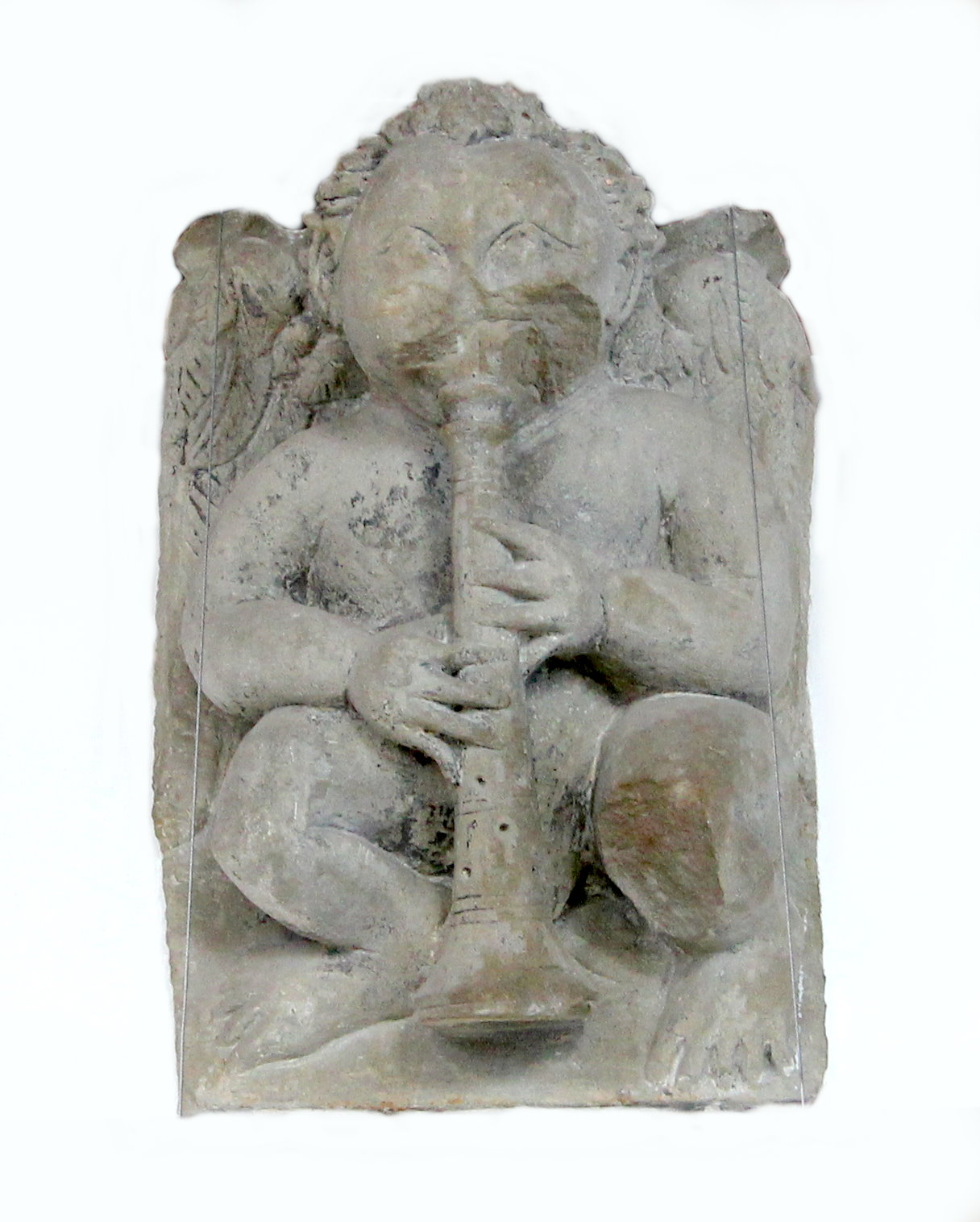
Musizierender Engel als Gewölbeanfänger im Cobenturm

Der Cobenturm war ein Wohnturm aus dem 16. Jahrhundert und eines der bedeutendsten Denkmäler der Bitburger Stadtgeschichte. Er wurde im Zweiten Weltkrieg stark beschädigt und aufgrund seiner Baufälligkeit 1947 abgetragen, wobei ein kleiner Teil erhalten werden konnte. Eine Dokumentation des Turmes vor dem Abriss wurde damals nicht vorgenommen.

## Geschichte
Im Zuge der mittelalterlichen Stadtbefestigung von 1340 erweiterte man die Stadt. Hierdurch kam der östliche Turm (Cobenturm) ins Stadtinnere; er verlor seine Schutzfunktion. Man baute ihn zu einem prächtigen Renaissance-Wohnturm aus. Der sogenannte Cobenturm (Hauptstraße 43 Lage) war also ein mittelalterlicher Mauerturm, der als Wohnhaus genutzt wurde. Ursprünglich wurde der zugehörige Hofraum mit den Hintergebäuden als Cobenhof bezeichnet.
Roland Hillen hat nachgewiesen, dass der bürgerliche Johann Schweisdal Bauherr des Cobenturms war und nicht die für Bitburg bedeutende Adelsfamilie Coben, die lediglich den Namen mit dem Turm gemeinsam hat. Johann Schweisdal war jahrelang Schöffe und auch Richter (Bürgermeister der Stadt). 1578 wurde Schweisdal im Namen des Königs mit einem Turm – wohl dem Cobenturm – und dem landesherrlichen Herdgeld in Bitburg belehnt. Der noch heute erhaltene Kamin von 1776 mit dem Wappen der Familie Geisen ist heute im Rathaus zu sehen. Auch die dekorative Hausfassade im Renaissancestil enthält im Fries das Baujahr 1576 und die Initialen I.S., die nach Hillen auf Johann Schweisdal hinweisen sollen, sowie die Buchstaben „WGWIMZ“ mit der möglichen Bedeutung „Was Gott will, ist mein Ziel“.
Architekturteile der Innenausstattung und der Fassadenreliefs befinden sich heute im Kreismuseum Bitburg-Prüm, im Rathaus von Bitburg und im Eingangsbereich der Stadthalle/Bitburger Markenerlebniswelt.

## Architektur
Der halbrund vorspringende, im Grundriss kreisförmige Turm, war zweigeschossig und später flach gedeckt. 
Das Untergeschoss war modern ausgebaut, das Obergeschoss ein behaglicher Wohnraum, das Dachgeschoss nur ein Hohlraum. Das Äußere war nicht steinsichtig, sondern einfach verputzt. Vor dem Abbruch im Jahre 1947 wurden von der ursprünglichen Dekoration einige Elemente erhalten, zum Beispiel: zwei große, reich verzierte Pilasterfenster des Obergeschosses und ein breiter Fries unter dem Hauptgesims sowie der Kamin. Die Fensterarchitektur in grauem und rotem Sandstein waren mit Mauresken bedeckt, die Pilaster- und Giebelarchitektur flach gehalten. Die Löwenmasken unter den Fenstern waren als Schießscharten und Spählöcher zu erkennen. Im hohen Fries des Hauptgesimses zeigte sich eine Triglyphen-Metopen-Architektur: zu den Seiten drohenden Masken, auf der Mitte ein von wilden Männern begleitetes Datumsschild vom Jahre 1576. 
Innen hatte der Turm im ersten Stock bei kreisförmigem Grundriss ein lichtes Maß von 5,15 m und eine Mauerstärke von 1,18 m. Schätzungsweise war der Turm 7,5 m hoch. Der Raum war mit einem reichen, sechsteiligen Sterngewölbe ausgestattet. Auf der Mitte der flachrunden Wölbung tanzen um eine schwere Blattrosette zahlreiche Putten. Die hohen schmalen Grate, besetzt mit Kyma und Rankenwellen als Stuckrelief, gabelten sich für stark gebuste Stichkappen, die auf figürlichen Konsolen endeten. Engelsköpfe und musizierende Engelsfigürchen waren in tragender Stellung an den Enden der Bogenkonstruktionen. Zur gleichen Zeit damit entstanden ist der prächtige Renaissancekamin vom Jahre 1576 mit hohen Hermenkonsolen. Auf dem breiten Fries des Kamins befindet sich das Wappen von Geisen. Darüber ist ein Halbrund zu sehen mit seitlich gelagerten Figuren, deren Leiber in Akanthusranken auslaufen.

## Bilder

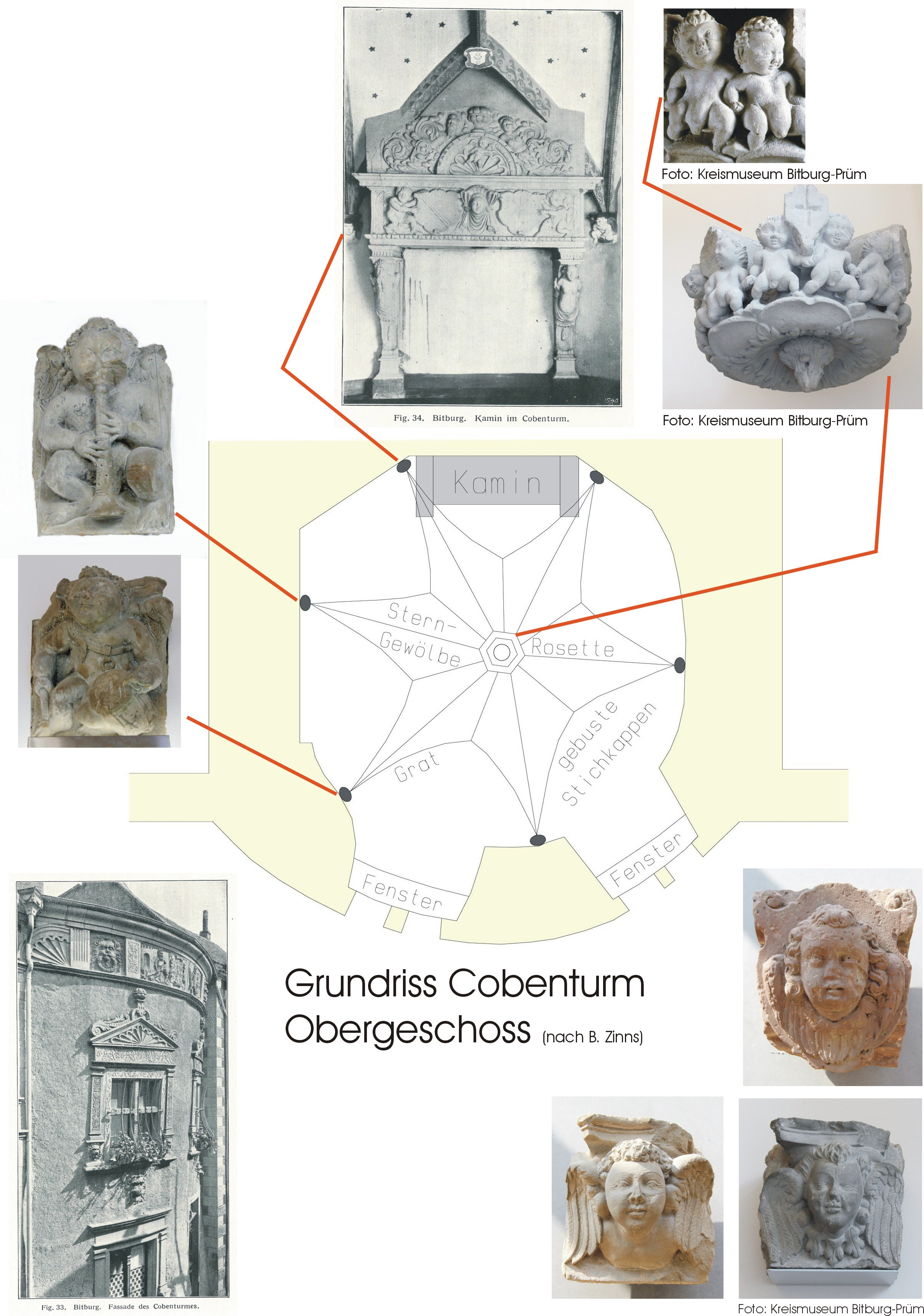
Grundriss Cobenturm
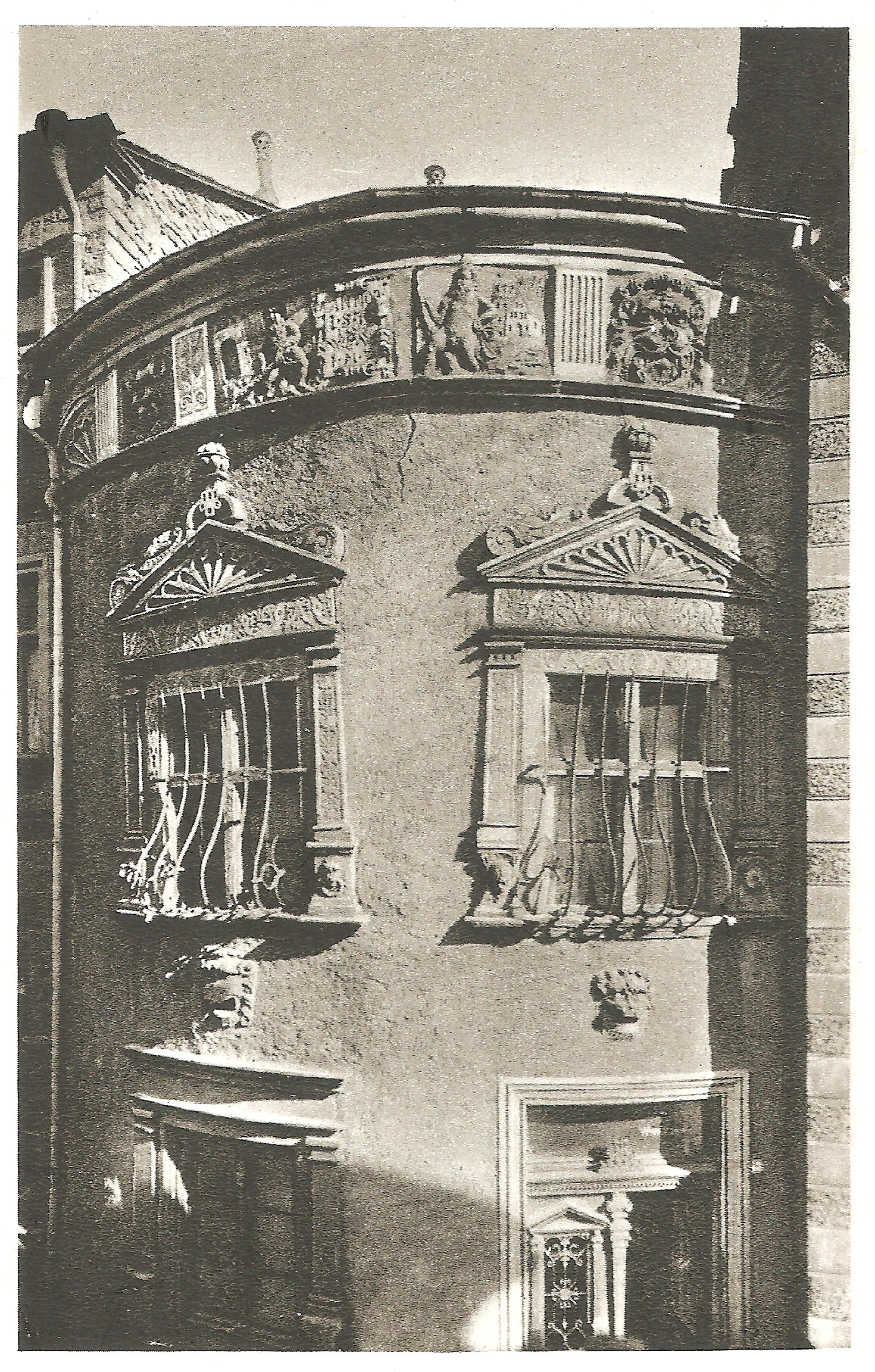
Fassade Cobenturm
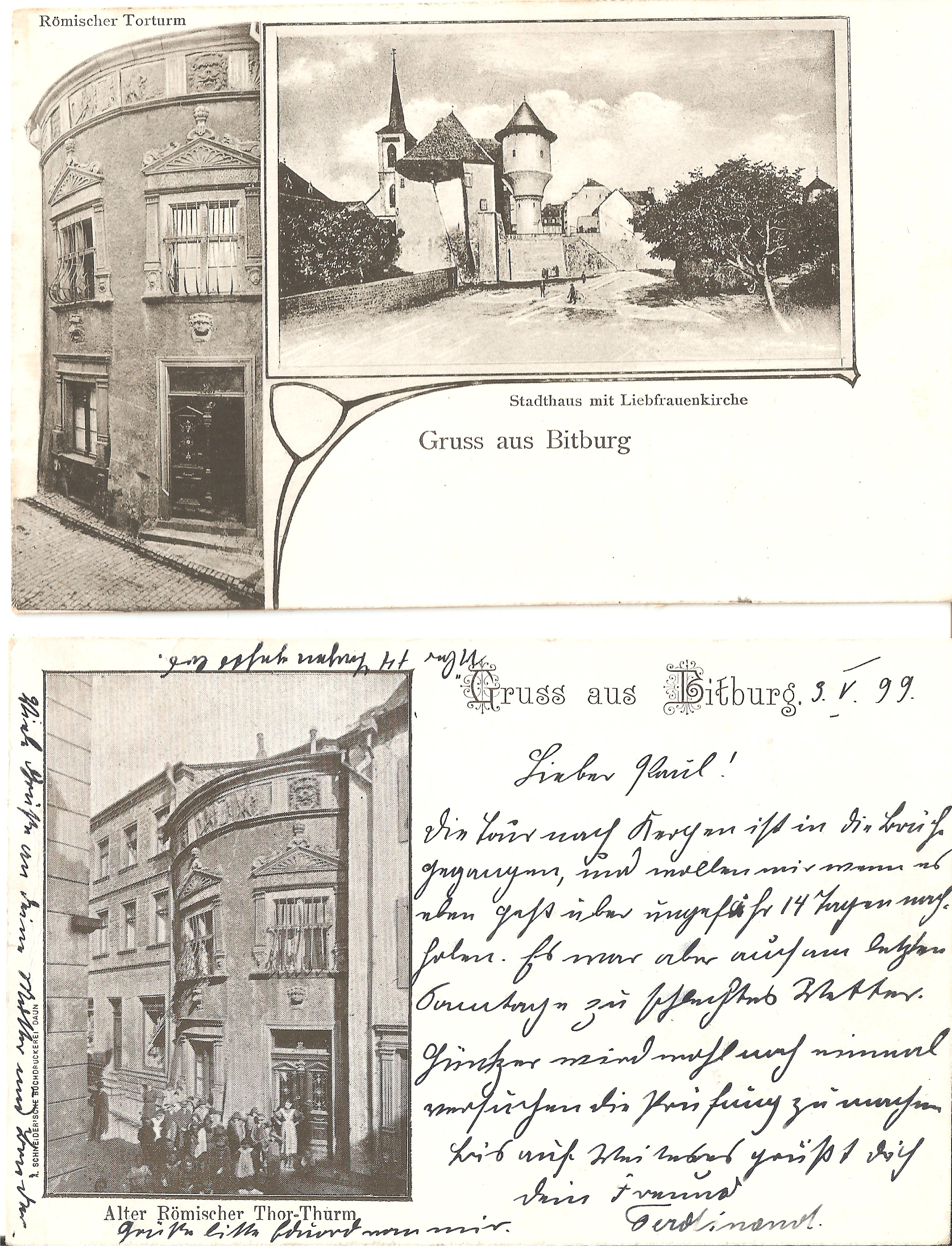
Cobenturm vor 1900
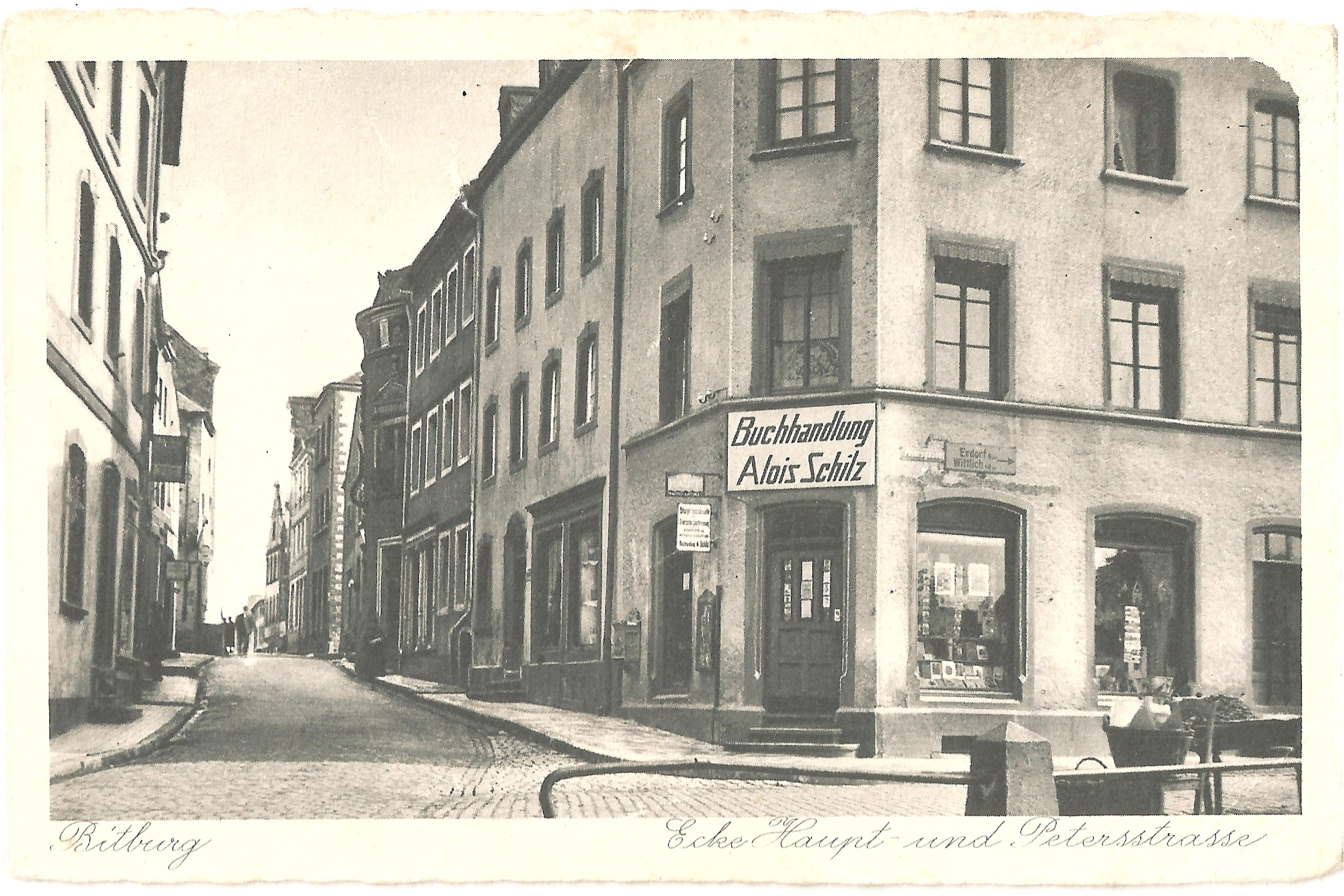
Obere Hauptstraße mit Cobenturm